# Georg Klute
Georg Franz Klute (* 1952) ist ein deutscher Ethnologe.

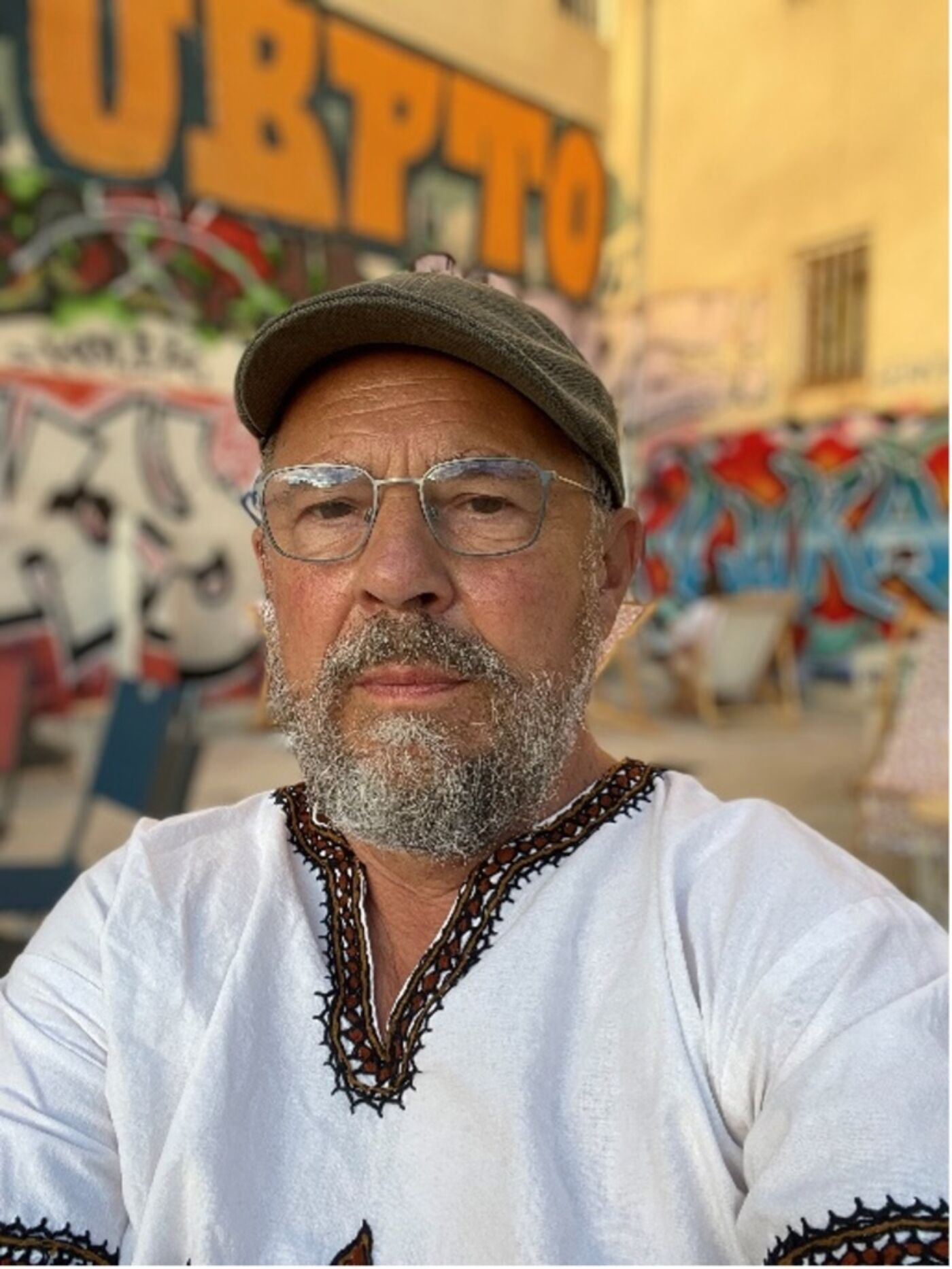
Prof. Dr. Georg Klute, 2022

## Leben
Er war von 1973 bis 1975 Entwicklungshelfer im Norden Nigers (NRO EIRENE). Von 1975 bis 1990 studierte er an der Universität Göttingen mit den Fächern Ethnologie, Arabistik, Anthropogeographie (Magister Artium Ethnologie 1980, Dr. phil. an der Universität Bayreuth 1990, Habilitation in Ethnosoziologie und Entwicklungssoziologie an der Universität Siegen 2002). Von 1985 bis 1987 war er wissenschaftlicher Mitarbeiter in einem DFG-Projekt „Qualifikationskrisen akademischer Karrieren“ am Pädagogischen Seminar in Göttingen. Von 1987 bis 1993 war er wissenschaftlicher Mitarbeiter im Forschungsprojekt „Arbeit bei Nomaden“ und „Vorindustrielle Arbeit“ an der Universität Freiburg und im SFB 214 „Identität in Afrika“ in Bayreuth. Von 1993 bis 1994 war er wissenschaftlicher Berater und Aufnahmeleiter zum Kinofilm „Middle of the Moment“, CineNomad Film. Von 1995 bis 1998 war er wissenschaftlicher Mitarbeiter in einem DFG-Projekt am Lehrstuhl für Soziologie in Siegen (Trutz von Trotha); Forschungen zu Fragen der Ethnizität, Staat und Gewalt in Afrika. Von 1998 bis 2000 war er Hochschulassistent am Lehrstuhl für Soziologie der Universität Siegen (Trutz von Trotha). Von 2000 bis 2002 war er selbständig als Gutachter und Dozent bei der Deutschen Stiftung für internationale Entwicklung. 2002 war er wissenschaftlicher Mitarbeiter am Zentrum Moderner Orient. Von 2002 bis 2003 lehrte er als Gastprofessor am Institut für Ethnologie der FU Berlin. Seit 2003 ist er Professor für Ethnologie Afrikas an der Universität Bayreuth. 2005 war er Tutor im Masterstudiengang der École nationale d’administration. Seit 2012 lehrt er als Gastprofessor an der Universität Addis Abeba.
Seit 2004 ist Klute Gründungsmitglied und Vorstandsvorsitzender des TAMAT e.V., der sich die Förderung von Kultur und Bildung, Entwicklungszusammenarbeit und Völkerverständigung im Sahel zum Ziel gesetzt hat. Mit Unterstützung der Volkswagen AG gelang es Klute, langfristige Schulpatenschaften auf den Weg zu bringen, die in Siedlungsgebieten der Tuareg ein funktionsfähiges Schulwesen gewährleisten. Weitere Projekte förderten die Trinkwasserversorgung und die Ernährungssicherheit. Durch Investitionen in die Ausbildung von Krankenpflegern, Handwerkern und Lehrern trägt TAMAT dazu bei, dass die junge Generation im Nordwesten Afrikas nachhaltige berufliche Zukunftsperspektiven hat. Am 9. April 2018 erhielt Georg Klute in München das Verdienstkreuz erster Klasse des Verdienstordens der Bundesrepublik Deutschland. Damit würdigt der Bundespräsident Persönlichkeiten, die sich in hervorragender Weise für das Gemeinwesen engagieren. Im Fall von Georg Klute für sein ehrenamtliches Engagement als Entwicklungshelfer - Vermittler zwischen konträren Ethnien.

## Schriften (Auswahl)
- Die schwerste Arbeit der Welt. Alltag von Tuareg-Nomaden. München 1992, ISBN 3-923804-67-9.
- Vom administrativen Häuptlingtum zur regionalen Parasouveränität. Berlin 1998, ISBN 3-86093-173-3.
- mit Thomas Hüsken: Emerging forms of power in contemporary Africa. A theoretical and empirical research outline. Berlin 2008, ISBN 978-3-87997-650-8.
- Tuareg-Aufstand in der Wüste. Ein Beitrag zur Anthropologie der Gewalt und des Krieges. Köln 2013, ISBN 978-3-89645-732-5.